# Giorgio Todde
Giorgio Todde (Cagliari, 17 settembre 1951 – Cagliari, 29 luglio 2020) è stato uno scrittore e medico italiano.

## Biografia
Medico oculista, viveva e lavorava a Cagliari. I suoi libri sono stati tradotti in olandese, francese, spagnolo, tedesco, portoghese e russo. Ha pubblicato principalmente con le case editrici Il Maestrale di Nuoro e Frassinelli di Milano.
Nel 2001, col romanzo d'esordio Lo stato delle anime, inaugurò la serie che pose al centro della vicenda il personaggio, realmente esistito, dell'imbalsamatore-detective Efisio Marini. Al medesimo protagonista furono dedicati altri cinque romanzi: Paura e carne, L'occhiata letale, E quale amor non cambia, L'estremo delle cose e Il mantello del fuggitivo
Alla serie dedicata al personaggio di Efisio Marini, Todde affiancò romanzi improntati ad un noir metafisico ed esistenziale, tra cui: La matta bestialità ed Ei.
Considerato uno dei migliori esponenti della cosiddetta Nouvelle vague letteraria sarda ovvero Nuova letteratura sarda, scrisse sui quotidiani La Nuova Sardegna e Il fatto quotidiano.
Fu uno dei fondatori, con Giulio Angioni e Marcello Fois, del Festival di Gavoi.
Todde è morto dopo una lunga malattia nell'estate del 2020 a 68 anni.

## Riconoscimenti
- 2001: Premio Rhegium Julii, Reggio Calabria per l'Opera Prima.
- 2002: Premio Giuseppe Berto, per l'Opera Prima[5]
- 2003: segnalazione al Premio del Giovedì "Marisa Rusconi"

## Opere
SERIE EFISIO MARINI
- Lo stato delle anime, Il Maestrale, 2001 e in coedizione Il Maestrale/Frassinelli, 2002
- Paura e carne, Il Maestrale/Frassinelli, 2003
- L'occhiata letale, Il Maestrale/Frassinelli, 2004
- E quale amor non cambia, Il Maestrale/Frassinelli, 2005
- L'estremo delle cose, Il Maestrale/Frassinelli, 2007
- Le indagini dell'imbalsamatore, Il Maestrale, 2011 (raccoglie: Lo stato delle anime 2001; Paura e carne 2003; L'occhiata letale 2004; E quale amor non cambia 2005; L'estremo delle cose 2007)
- Il mantello del fuggitivo, Il Maestrale, 2019

ALTRI
- La matta bestialità, Il Maestrale, 2002
- Ει, Il Maestrale, 2004 (rimaneggiato e ripubblicato nel 2010 con il titolo Ero quel che sei)
- Al caffè del silenzio, Il Maestrale, 2007
- Dieci gocce, Frassinelli, 2009
- Ero quel che sei, Il Maestrale, 2010 (rimaneggiamento di Ει 2004)
- Il noce. Scritti sull'isola rinnegata, Il Maestrale, 2010
- Lettera ultima, Rizzoli (in collaborazione con Il Maestrale), 2013
- Morire per una notte, Il Maestrale, 2016
- La matta bestialità, con la continuazione incompiuta Temperalapis, a cura di Giancarlo Porcu, Prefazione di Goffredo Fofi, Il Maestrale, 2023